# I'm a Woman (Peggy Lee)
I'm a Woman är ett album av Peggy Lee, släppt 1963.

## Låtlista
1. "The Alley Cat Song" (Frank Bjorn, Jack Harlen)  – 1:37
2. "Mama's Gone, Goodbye" (Peter Bocage, A.J. Piron)  – 2:17
3. "I'm Walkin'" (Antoine Domino, Dave Bartholomew)  – 2:33
4. "Come Rain or Come Shine" (Harold Arlen, Johnny Mercer)  – 2:31
5. "There Ain't No Sweet Man That's Worth the Salt of My Tears" (Fred Fisher)  – 3:08
6. "I'm a Woman" (Jerry Leiber and Mike Stoller)  – 2:00
7. "Mack the Knife" (Kurt Weil, Bertolt Brecht, Marc Blitzen)  – 2:03
8. "You're Nobody Till Somebody Loves You" (Russ Morgan, Larry Stock, James Cavanaugh)  – 2:40
9. "I'll Get By" (Fred Ahlert, Roy Turk)  – 2:0
10. "I Left My Heart in San Francisco" (Douglass Cross, George Cory)  – 2:39
11. "A Taste of Honey" (Ric Marlow, Bobby Scott)  – 2:18
12. "One Note Samba (Samba de Uma Nota Só)" (Antonio Carlos Jobim, Newton Mendonca, Jon Hendricks)  – 2:46